# Polygonatum nodosum
Polygonatum nodosum är en sparrisväxtart som beskrevs av Henri Hua. Polygonatum nodosum ingår i släktet ramsar, och familjen sparrisväxter. Inga underarter finns listade i Catalogue of Life.